# Nandipha Magudumana
Nandipha Magudumana (de soltera Sekeleni; también conocida como Dr. Nandipha) es una médico y celebridad sudafricana nacida en Bizana, Cabo Oriental, y criada en Port Edward, KwaZulu-Natal. Fue coacusada junto con su pareja Thabo Bester de varios delitos, incluido homicidio y ayudar a un fugitivo a escapar de la prisión de Mangaung.

## Primeros años y vida personal
Originaria de Sandton, residente en Hyde Park, Johannesburgo, y cuyo nombre de nacimiento fue Nandipha Sekeleni, nació el 15 de septiembre de 1989 en Bizana, Cabo Oriental. Magudumana se casó en 2013 con un colega médico, Mkhuseli Magudumana, y tuvieron dos hijos. La pareja contrajo matrimonio civil y, aunque ya no están juntos, según la base de datos de Asuntos Internos de Sudáfrica, todavía están registrados como casados.
Completó sus estudios de primaria y secundaria en Port Edward Primary School y Port Shepstone High School respectivamente. Continuó sus estudios de medicina y se graduó en la Universidad del Witwatersrand. Es Licenciada en Ciencias de la Salud (BHSc) en Ciencias Biomédicas y Licenciada en Cirugía (MBChB) y Licenciada en Medicina.

## Carrera
Después de ampliar sus estudios, con sus calificaciones trabajó en el Hospital Edenvale en 2014 durante un año, luego se mudó al Hospital Far East Rand, donde se convirtió en una médica muy solicitada que se especializada en anestésicos y administrando dermatología, cirugía plástica y medicamentos. En 2017, Magudumana fundó Optimum Medical Aesthetics Solutions, una instalación que ofrece procedimientos de cirugía estética en Morningside, Sandton. Trató a clientes de alto perfil, incluida la Miss Universo Zozibini Tunzi en 2019. Magudumana llegó a los finalistas de Mail & Guardian 200 Young South Africans, SADC Top 100 Young Leaders, y las listas de los 20 jóvenes sudafricanos más influyentes en 2018.
En 2021, la licencia médica de Magudumana expiró y el partido político sudafricano Alianza Democrática (DA) se acercó al Consejo de Profesiones de la Salud de Sudáfrica (HPCSA) para que le revocaran su licencia médica porque la médico no pagó sus honorarios anuales en abril de 2021. En 2021, Magudumana y Bester cofundaron Arum Properties, una empresa constructora. GroundUp utilizó un artículo de marzo de 2023 para alegar que utilizaron la empresa para estafar a la gente y que convenció a numerosas personas de pagar millones de rands por proyectos de renovación y construcción que nunca entregaron.

## Historia jurídica
El 3 de mayo de 2022, ayudó a Thabo Bester a escapar de la prisión de Mangaung, con la ayuda del supervisor de seguridad de G4S y el técnico de CCTV de Integriton, Senohe Matsoara y Tebogo James Lipholo respectivamente, y el padre de Magudumana, Zolile Sekeleni, entre otros.
El 7 de abril de 2023, Magudumana y Bester fueron detenidos en Arusha, Tanzania, cuando se dirigían hacia la frontera con Kenia. Después de salir de Sudáfrica, su pasaporte quedó sin sellar. Ese fue uno de los factores que llevó al tribunal a declararla en riesgo potencial de fuga. Esta declaración garantizó que permaneciera en la prisión de mujeres Centro Correccional Bizzah Makhate en Kroonstad. En lugar de solicitar la libertad bajo fianza, Magudumana presentó de inmediato una solicitud impugnando su arresto, alegando que era ilegal y que fue detenida contra su voluntad. El tribunal consideró la información de dirección falsa de Magudumana en abril, ya que ella había dado a la policía una dirección que ya había abandonado un mes antes, por lo que todos los indicios indicaban que Magudumana decidió abandonar el país por su propia voluntad, abandonando a su familia y su negocio para irse con Bester.